# Puig de Son Mulet
El puig de Son Mulet és un petit puig de només 262,37 m d'altitud situat entre els termes de Llucmajor i de Porreres, a Mallorca, prop de la carretera que uneix Llucmajor amb Campos (Ma-19). És l'elevació més al migjorn del massís de Randa. En puig de Son Mulet destaca també perquè hi ha situat un vèrtex geodèsic.